# Laila Shawa
Laila Shawa (Gaza, 4 de abril de 1940-Londres, 24 de octubre de 2022) fue una artista visual palestina cuyo trabajo ha sido descrito como una reflexión personal sobre la política de su país, destacando particularmente las injusticias y la persecución percibidas. Fue una de las artistas más destacadas y prolíficas de la escena revolucionaria árabe del arte contemporáneo.
Como palestina que vivió en la Franja de Gaza durante sus años de formación e hija de Rashad al-Shawa, activista y alcalde de la ciudad de Gaza, la mentalidad revolucionaria de Shawa se inculcó a una edad temprana. A menudo, su obra de arte, que incluía pinturas, esculturas e instalaciones, trabajaba con fotografías que servían como base para la serigrafía. Su trabajo ha sido exhibido internacionalmente y se muestra en muchos públicos (por ejemplo, El Museo Británico) y colecciones privadas.

## Primeros años
Laila Shawa nació en Gaza el 4 de abril de 1940, ocho años antes de la Nakba palestina y la fundación del Estado de Israel. Shawa tenía una buena educación; asistió a un internado en el Instituto de Arte Leonardo da Vinci en El Cairo de 1957 a 1958, luego fue a la Academia de Bellas Artes de Roma de 1958 a 1964, mientras también estudiaba durante los veranos en la Escuela de Verano en Salzburgo, Austria.
En 1965, después de terminar sus estudios, Shawa regresó a Gaza y dirigió clases de artes y oficios en varios campos de refugiados. Luego continuó enseñando una clase de arte durante un año con el programa de educación de la UNESCO. Luego se mudó a Beirut, Líbano en 1967 por un total de nueve años y fue pintora a tiempo completo. Después de que comenzara la Guerra Civil Libanesa, regresó a Gaza y, con la ayuda de su padre y su esposo, Shawa fundó el Centro Cultural Rashad Shawa. Desafortunadamente, el centro no se está utilizando actualmente para lo que se pretendía, como una conexión cultural con Gaza a través de exposiciones y galas.

## Manos de Fátima
La pintura Manos de Fátima fue creada por Shawa en 1992. La altura de la pintura es de ochenta y nueve centímetros de alto y el ancho es de setenta centímetros de largo. El número de museo de esta pieza es 1992,0414,0.1 y actualmente no se encuentra en exhibición. Está colocada en una composición vertical. Shawa utiliza óleos y acrílicos sobre lienzo. El fondo de la pintura es oscuro con una luna creciente amarilla, pero se combina con colores brillantes y vibrantes de mujeres en niqabs con patrones únicos en cada una. Sus ojos están  de negro, y hay manos abiertas que tienen el signo del mal de ojo, y tienen diseños pintados con henna. La pintura se considera un estilo de arte moderno de Oriente Medio y África del Norte.
La pintura Manos de Fátima es de la serie de Shawa llamada Mujeres y magia que reconoce una práctica común de magia y brujería en el Medio Oriente. Esto abre la discusión sobre cómo las personas gobiernan su destino a poderes desconocidos, y que las cosas que hacen las personas provienen de una autoridad misteriosa fuera de su propio control. Además, las manos en la pintura están cubiertas de henna y tienen el mal de ojo adherido. Según Nadir Yurtoğlu en History Studies International Journal of History, el mal de ojo es una creencia en muchas culturas en la que, a través de la envidia, las personas pueden causarse daño entre sí. Al incluir el mal de ojo en su pieza, Shawa está usando esa creencia ya que las mujeres en la pintura están previniendo el daño que les puede ocurrir al usar la creencia de que un poder superior puede hacerlo. Las mujeres en la pintura también están veladas, y en una entrevista con Muslima, Shawa explicó cómo el velo es lo que ella llama Bidaa, algo que se introdujo en el Islam, pero que no tiene nada que ver con las enseñanzas islámicas sino con un espectáculo sociopolítico creado para someter a las mujeres. Entonces, las mujeres en esta pieza están esencialmente afectadas por ese esfuerzo sociopolítico.
En el libro, Los orígenes del arte palestino, los autores Bashir Makhoul y Gordon Hon presentan las formas en que los artistas palestinos han alterado muchos de los enfoques más intrigantes del arte contemporáneo en formas que parecen llevar estos enfoques a un compromiso directo con un muy lucha política tangible y crucial. En este caso, Laila Shawa le presenta a su audiencia la lucha política de ser una mujer musulmana palestina que vive en el estado palestino ocupado y depende de poderes superiores para llevar su existencia y su fe.

## Carrera artística
En una entrevista con el lihuak
```
Museo de Arte de la Universidad de Princeton
, se le preguntó a Shawa qué es lo que la inspira, a lo que respondió: "Mi inspiración son mis experiencias directas. Por lo general, es lo que veo, lo que me rodea, por lo que es contemporáneo. Prefiero hacer el presente, ahora, con temas que son muy relevantes... mi obra es un proceso muy creativo, una mezcla de procesos intelectuales, observaciones, y lo pienso muy a fondo."
[
12
]
 El enfoque más reflexivo y creativo de Shawa en la producción de arte se ve en todas sus diversas formas de arte: pintura, impresión e instalación. La configuración general y los detalles de la arquitectura islámica influyeron en el trabajo posterior de Shawa, ya que incorporó elementos culturales e ideológicos significativos.
[
6
]
```

El primer show de Shawa fuera de Medio Oriente, Women and Magic, fue en Londres en 1992. No comenzó a encontrar reconocimiento internacional hasta 1994, cuando colaboró con Mona Hatoum y Balqees Fakhro en un espectáculo titulado Forces of Change: Artists of the Arab World en el Museo Nacional de Mujeres en las Artes en Washington D. C.
Su trabajo más conocido en el siglo XXI es Walls of Gaza III, Fashionista Terorrista de 2010, que es una serigrafía que se origina a partir de las fotografías de Shawa. La foto muestra prendas, una bufanda y un suéter, que simbolizan la resistencia palestina decorada con un parche de cristal Swarovski de Nueva York para visualizar cómo la gente de Occidente utiliza la lucha árabe como una declaración de moda. En 2012 en la October Gallery de Londres, se inauguró la muestra de Shawa “ El otro lado del paraíso”, sobre la cual afirmó:
"En El otro lado del paraíso, exploro las motivaciones detrás de la shahida, el término árabe para "mujer terrorista suicida", una pregunta que probablemente pocas personas elegirían considerar. El núcleo del modelo shahida gira en torno a una confusión preocupante de erotización y armamento. En esta instalación, traté de asignar a cada aspirante una identidad y una integridad que de otro modo le serían negadas en los reportajes de los medios rutinariamente horribles sobre mujeres terroristas suicidas en Gaza".
En 2012, junto con la Exposición AKA Peace en el ICA, Art Below exhibió obras seleccionadas de la serie AKA Peace en el metro de Londres, incluidas obras de arte de Shawa. "AKA Peace", originalmente concebida por el fotógrafo Bran Symondson y ahora comisariada por el artista Jake Chapman, es una exposición de obras nuevas creadas especialmente para el Peace One Day Project 2012, que reúne a un grupo de artistas contemporáneos, quienes acordaron transformar un Fusil de asalto AK-47 fuera de servicio, transformándolo en obras de arte. Para Shawa, esto no era un objeto extraño, sino bastante común en Cisjordania. En la Exposición de la Paz de AKA, de pie junto a su pieza, dijo: "Estoy muy familiarizada con los AK-47, así que para mí no fue una sensación muy extraña llevar el arma, pero mi primera pregunta a Bran fue '¿cómo ¿Cuántas personas mató esta arma?'"  Shawa tituló su glamuroso rifle, Where Souls Dwell, un nombre poderoso unido a una obra de arte intensamente cargada. Está decorado con "pedrería y mariposas y con el cuerpo rociado de oro". Este es solo un ejemplo de la obra de arte de Shawa, pero arroja luz sobre el dolor que muestra cada obra.

## Fallecimiento
Shawa murió el 24 de octubre de 2022, a la edad de 82 años en su residencia de Londres, Inglaterra.